# Park Leśniczówka w Radomiu
Leśniczówka – zabytkowy park miejski w Śródmieściu Radomia.

## Lokalizacja
Park usytuowany jest w północno-wschodniej części radomskiego Śródmieścia i zajmuje obszar o powierzchni 7,5 ha, ograniczony przez ulice 25 Czerwca, Zbrowskiego, Wodną oraz Kolberga. Przez park przepływa Potok Północny, wzdłuż którego biegnie główna aleja spacerowa (imienia Tajnej Organizacji Nauczycielskiej).

## Historia
Pierwotnie obszar obecnego parku był częścią osiedla pracowników radomskiej Dyrekcji Lasów Państwowych, do której należał. Założenie zrealizowano w latach 1962–1965 na podstawie istniejącego drzewostanu. Nazwa parku pochodzi od leśniczówki znajdującej się na obszarze obecnego parku w okresie międzywojennym. W 1983 roku założenie parkowe objęto ochroną konserwatorską W 2014 roku park Leśniczówka przeszedł gruntowną renowację.

## Obiekty
Od strony ulicy 25 Czerwca do założenia parkowego przylegają dwa gmachy użyteczności publicznej:
- modernistyczny gmach Regionalnej Dyrekcji Lasów Państwowych z 1938 roku. W okresie PRL był siedzibą m.in. Komitetu Wojewódzkiego PZPR (1975–1989). Podczas wydarzeń radomskich gmach został zdobyty i spalony przez strajkujących robotników. Od 1983 roku ponownie siedziba Okręgowej Dyrekcji Lasów Państwowych[4][5].
- budynki Zespołu Szkół Muzycznych im. Oskara Kolberga, wzniesione w latach 2009–2011. Jest to najnowocześniejszy gmach szkoły o profilu muzycznym w Polsce i jeden z najnowocześniejszych w Europie[6][7]. W miejscu obecnej Szkoły Muzycznej do lat 90. stał wzniesiony w 1932 roku budynek Bursy Związku Leśników im. Adama Loreta[8].

Obok parku przy ul. Kolberga 32b i 32c znajdują się dwa domy drewniane z lat 1926–1927, wpisane do Gminnej Ewidencji Zabytków Miasta Radomia.

## Zieleń
Na nasadzenia parku składają się głównie drzewa liściaste, jak np. topole, klony zwyczajne, lipy krymskie, jesiony amerykańskie, graby, dęby szypułkowe i wiązy polne oraz iglaste – świerki pospolite, cyprysiki groszkowe i żywotniki zachodnie. Wśród krzewów występują m.in. jaśminowce, berberysy, tawuły, śnieguliczki, róże i inne.